# 千手村 (福岡県)
千手村（せんずむら）は、福岡県にあった村で、嘉穂郡に属していた。旧嘉麻郡。

## 地理
筑豊を構成する自治体の一つでもあった。村の南側に古処山や屏山といった筑紫山地の山々がそびえ、その山々から流れる千手川や泉河内川に沿って平地が広がっている。特に千手川流域の千手地区は秋月街道の宿場町(千手宿)として栄え、村の中心としての役割を果たしていた。

## 歴史
「千手」の名の起こりは村内にあった千手寺に依る。千手寺は天智天皇に付き従って九州に下った千手氏の菩提寺であり、九州征伐まで代々千手氏が当地を治めていた。
- 1889年4月1日 - 町村制施行に伴い嘉麻郡千手村、泉河内村、芥田村、大力村、才田村、東畑村、九郎原村の区域をもって千手村が成立。
- 1896年4月1日 - 嘉麻郡と穂波郡が合併して嘉穂郡となる[1]。
- 1955年1月1日 - 嘉穂郡大隈町、宮野村、足白村と合併（新設合併）して嘉穂町となり、自治体としては消滅した。

## 教育

### 小学校
- 千手村立千手小学校

- 千手村立泉河内小学校
- 千手村立泉河内小学校栗野分校

### 中学校
- 千手村立千手中学校

## 交通

### 道路
- 国道322号